# 宮本りえ
宮本 りえ（みやもと りえ、1981年4月23日 - ）は日本のファッションモデル、女優。埼玉県出身。趣味は音楽、映画、美術鑑賞。特技は日本舞踊。TENCARAT Plume所属。血液型O型。
パリ・コレクション　2000年（Y's）2007年〜2010年（LIMI feu）にも出演。
2013年11月29日、自身初のスタイルブック「宮本りえの普段着ルール」（宝島社）を発売した。
2017年6月、一般男性と結婚したことを発表。2019年9月に女児を出産したことを自身のInstagramで報告した。

## 出演

### 映画
- origami
- Toi et moi
- 妖怪奇談
- Life「これから」
- 奈緒子（2008年）
- こんなに暗い夜（2009年）
- 真夜中の羊（2010年）

### テレビドラマ
- 恋する雑貨 バリ島篇（2012年、NHK BSプレミアム）
- ハードナッツ! 〜数学girlの恋する事件簿〜 第7・8話（2013年、NHK BSプレミアム） - 看護師 役
- 東京撫子（2015年、テレビ東京） - ストーリーテラー

### 舞台
- 田村亮一座「大きなグミの木の下で」（2012年9月） - 花串千代子 役

### CM
- ベルジャポン「ベルキューブ」
- キユーピーハーフ「NY篇」
- 不二家スイーツトルテ
- キャロル・キングベストアルバム

### PV
- Crystal Kay「kiss」
- Skoop On Somebody「抱きしめて」

### 雑誌（モデル）
- 宮本りえの普段着ルール（宝島社）
- Lips（マガジンハウス）
- InRed（宝島社）
- PS（小学館）
- 装苑（文化出版）
- Spring（宝島社）
- mini（宝島社）
- GINZA（マガジンハウス）
- haco.（フェリシモ出版）
- JILLE(双葉社)
- スカイマーク機内誌「うららか日和」連載